# رغل دائري
رغل دائري (الاسم العلمي:Atriplex nummularia) هو نوع نباتي يتبع جنس الرغل من الفصيلة القطيفية.  